# آرتمیسین
آرتمیسین (انگلیسی: Artemisin) یک لاکتون سسکوی ترپن است که از نظر ساختار شبیه به α-سانتونین است.